# Јејл (Ајова)
Јејл (енгл. Yale) град је у америчкој савезној држави Ајова. По попису становништва из 2010. у њему је живело 246 становника.

## Демографија
Према попису становништва из 2010. у граду је живело 246 становника, што је -41 (-14.3%) становника више него 2000. године.
| Група             | 2000.       | 2010.       |
| Белци             | 286 (99,7%) | 243 (98,8%) |
| Афроамериканци    | 0 (0,0%)    | 1 (0,4%)    |
| Азијати           | 0 (0,0%)    | 0 (0,0%)    |
| Хиспаноамериканци | 0 (0,0%)    | 0 (0,0%)    |
| Укупно            | 287         | 246         |